# Abdylas Maldybaev
Abdylas Maldybaevich Maldybaev (en kirguís: Абдылас Малдыбаев, Abdılas Maldıbayev/Aвdьlas Maldьвajev; 24 de junio de 1906-1 de junio de 1978) fue un compositor, actor y cantante de ópera soviético. Maldybaev fue uno de los compositores del himno estatal de la República Socialista Soviética de Kirguistán. Contribuyó en popularizar la música kirguís usando técnicas musicales de Europa Occidental. En el billete de 1 som kirguís aparece su retrato.
Maldybayev proporcionó melodías populares y música compuesta que fue organizada y preparada por los compositores rusos Vladimir Vlasov y Vladimir Fere en seis óperas estatales soviéticas y otras obras. Su primera ópera completa fue Ai-churek. El colectivo usualmente se hifeniza como Vlasov-Fere-Maldybayev, que también compuso el himno nacional de Kirguistán.

## Obras
- Ai-Churek, ópera en cuatro actos para un episodio del "Manas Epos" (1938-1939) Libreto: D. Tursubekov, D. Bokonbaev y K. Malikov. Primera representación en 1939 en Frunze.
- The History of Happiness, cantata con V. Vinnikov (1949)
- On the Banks of Issyk-Kula, ópera con K. Bayalinov y V. Vinnikov (1950)
- Toktogul, ópera (1958)

Su trabajo ha sido grabado y publicado en medios incluyendo:
- Ai-Churek, LP Melodiya D 07269-74: Soloists, Chorus and Orchestra of the Kirghiz State Theatre Opera & Ballet, Dzhumakhmatov (conductor), 1938
- On the Banks of Issyk-Kul, LP Melodiya D 2253-4: Radio Orchestra, Tselikovsky (conductor), S. Kiyzbayeva (soprano), K. Chodronov (bajo), 1950
- Toktogul, LP Melodiya D 4610-1: (Fragments) Chorus and Orchestra of the Khirgiz State Theatre Opera & Ballet, Dzhumakhmatov (conductor), 1958[3]